# Dolichoderus canopus
Dolichoderus canopus  (лат.) — вид муравьёв рода Dolichoderus из подсемейства Dolichoderinae (Formicidae). Южная Австралия. Длина около 5 мм, окраска головы и груди в основном красновато-коричневая, брюшко чёрное. Пронотум округлый без шипиков, проподеум лишь с небольшими угловидными выступами, но без шипиков (scrobiculatus group). Головной индекс (CI, соотношение ширины головы к длине × 100): 85—85. Длина головы рабочих 1,01—1,01 мм, длина скапуса 0,98—1,00 мм, ширина головы 0,86—0,86 мм. Индекс скапуса (SI, соотношение длины скапуса к длине головы × 100): 114—117.  Стебелёк между грудкой и брюшком состоит из одного членика петиолюса. Обнаружены под деревьями вида Casuarina cristata. Вид был впервые описан в 2013 году австралийскими мирмекологами Стивеном Шаттаком и Шароном Марзденом (Shattuck Steven O. & Sharon Marsden; CSIRO Ecosystem Sciences, Канберра, Австралия).